# Schlacht bei Megiddo (1918)
1915: Suezkanal
1916: Romani – Magdhaba
1917: Rafah – Gaza (1) – Gaza (2) – Patt an der Palästinafront – Beerscheba – Tel el Khuweilfeh – Gaza (3) – El Mughar – Jerusalem
1918: Jericho – Tell ’Asur – Jordan (1) – Jordan (2) – Abu Tellul – Megiddo
Die Schlacht bei Megiddo, auch Palästinaschlacht genannt, war vom 19. bis 21. September 1918 die letzte große Schlacht des Ersten Weltkriegs im Nahen Osten. Sie führte zum vollständigen Zusammenbruch der osmanischen Front. Schon am folgenden Tag nahmen die Briten unter General Allenby das osmanische Hauptquartier im Westjordanland ein. Obwohl der eigentliche Durchbruch bei Nablus erfolgte und die entscheidenden Kämpfe in der Scharonebene, bei Tulkarm, Tabsor und Arara, im Judäischen Bergland sowie in der Jesreelebene bei Nazareth, Afula, Dschenin und bei Samach (Zemach) am See Genezareth stattfanden, wurde von Allenby das nahegelegene biblische Megiddo aufgrund seiner symbolischen Resonanz als Namensgeber für die Schlacht ausgewählt. 

## Vorgeschichte

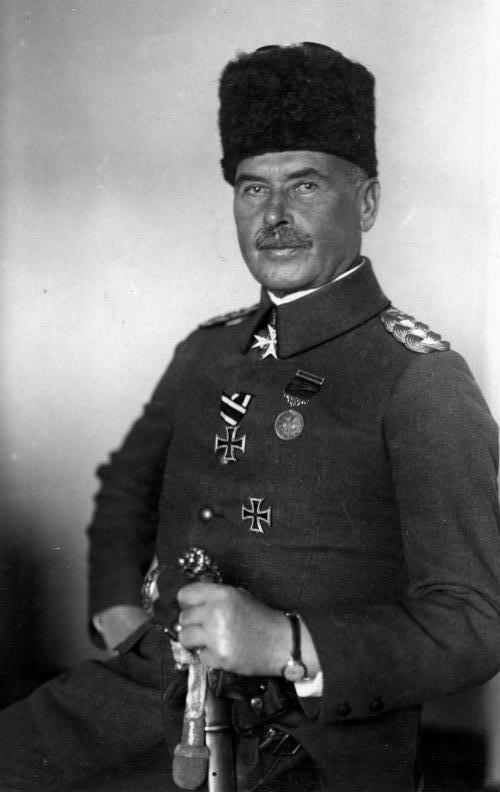
Liman von Sanders

Den Briten war es bereits 1917 gelungen, Bagdad im heutigen Irak zu erobern. Außerdem wurden Gaza, Jaffa und Jerusalem besetzt. Die britische Übermacht war seitdem erdrückend. Das Mittelmeer im Westen wurde von der Royal Navy beherrscht. Britische Truppen standen tief in Palästina. Im Rücken hatten sie ihre Nachschubbasis Sultanat Ägypten mit dem Suezkanal. Nach der Ablösung von General von Falkenhayn hatte der deutsche General Otto Liman von Sanders am 19. Februar 1918 den Oberbefehl der osmanischen Armee in Palästina übernommen. Nachdem an der Westfront die deutschen Gegenangriffe bis Mitte Juli festgelaufen waren, wurden die englischen Truppen in Palästina wieder verstärkt, um dort die entscheidende Offensive einleiten zu können.

## Angriffsplanung
General Allenby hatte nach Neuorganisation und Eingliederung indischer Bataillone sein Egyptian Expeditionary Force erheblich verstärken können. Der Durchbruch an der Palästinafront sollte am westlichen Frontabschnitt vorgenommen werden, wo das Gelände nach dem Durchbruch der Infanterie für die nachstoßende Kavallerie günstige Bedingungen bot. Den Hauptangriff hatte das XXI Corps unter Generalleutnant Bulfin nördlich von Jaffa am Küstenabschnitt und bei Tulkarem zu führen. Das Desert Mounted Corps unter Generalleutnant Chauvel wurde vor Beginn der Schlacht vom rechten an den linken Flügel verlegt und die drei berittenen Divisionen hinter dem XXI Corps massiert. Nach erfolgtem Durchbruch sollte es nach vorne gezogen werden und hatte das Ziel, den Eisenbahnknotenpunkt von Messudjeh (arabisch المَسْعُودِيَّةُ, DMG al-Masʿūdiyya) einzunehmen, wo die Militärbahn Masʿūdiyya–Sinai nordwärts an die Samarienbahn Afula–Nablus anschloss. Die beiden Divisionen des XX Corps unter Generalleutnant Chetwode hatten den Angriff im Hochland von Samarien nach Norden zu führen, um die türkische Aufmerksamkeit vom Jordantal abzulenken und mit dem rechten Flügel den Jordan zu überqueren, um der osmanischen 7. Armee den Rückzug von Nablus nach Osten zu verlegen. Die Kavallerie von "Chaytor Force" sollte im Jordan-Abschnitt die Brücke bei Jisr ed Damieh in einer Zangenbewegung sichern. 
Den mit den Briten verbündeten arabischen Beduinenstämmen unter Emir Faisal war es schon am 16. September gelungen, die wichtige Eisenbahnlinie (Hedschasbahn) im Raum Darʿā abzuschneiden. Die arabische irreguläre Kavallerie wurde im östlichen Abschnitt erfolgreich durch T. E. Lawrence (bekannt als Lawrence von Arabien) im Guerilla-Kampf gegen die Rückzugslinien der Türken angesetzt.

## Aufmarsch

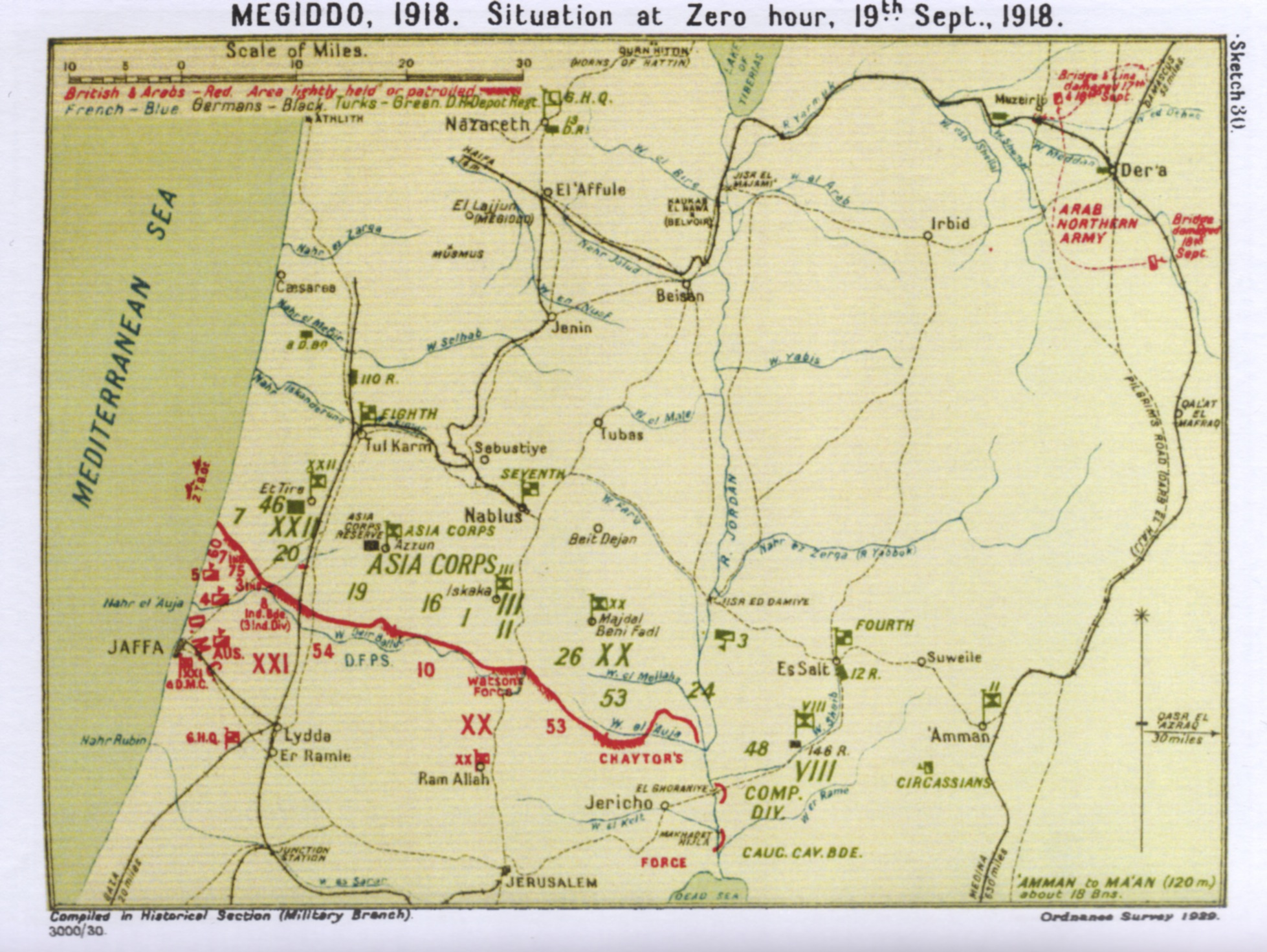
Die gegnerischen Kräfte am 19. September 1918

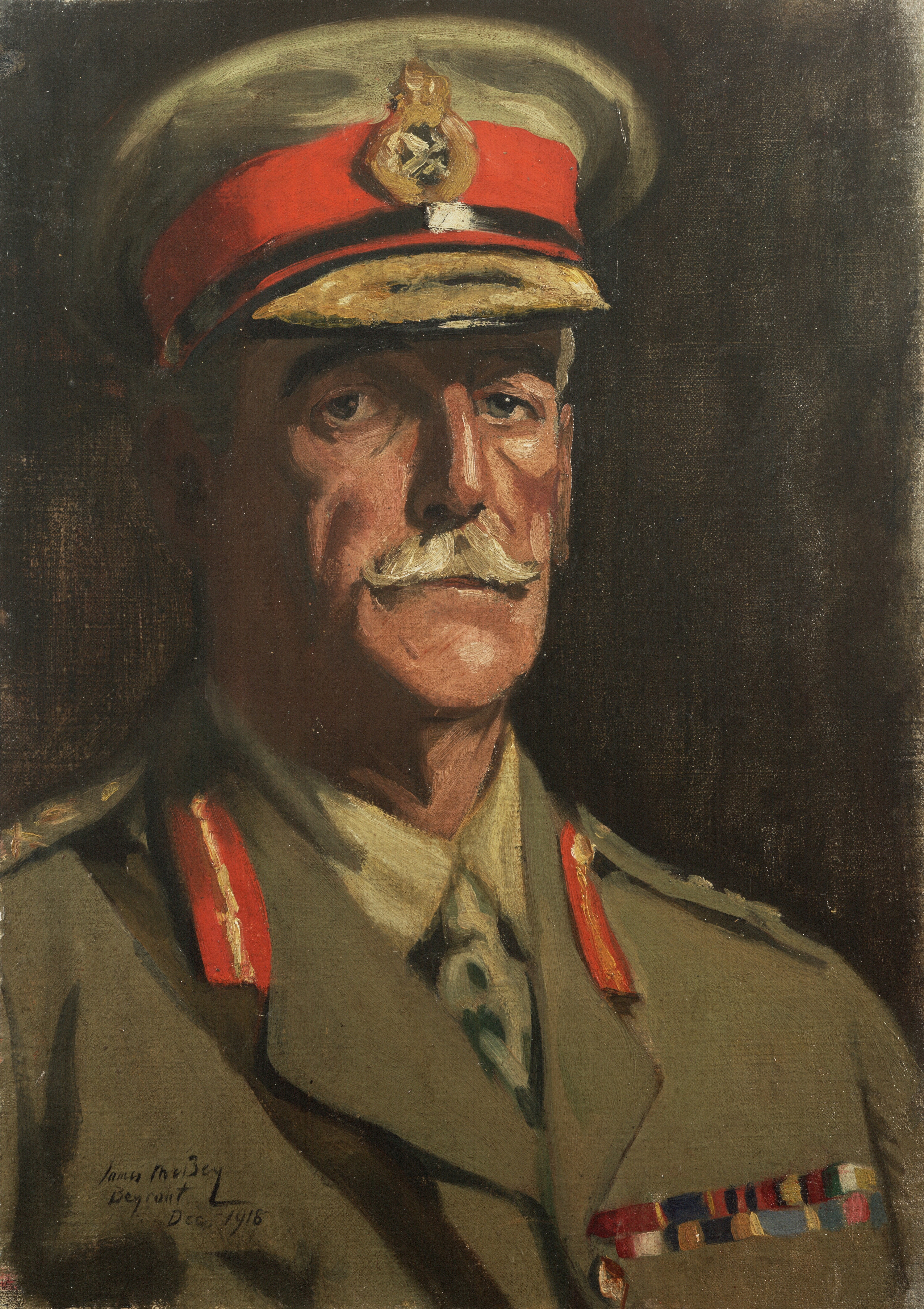
General Edward Bulfin, Kommandeur des XXI. Corps, das den Durchbruch in der Scharonebene erzwang

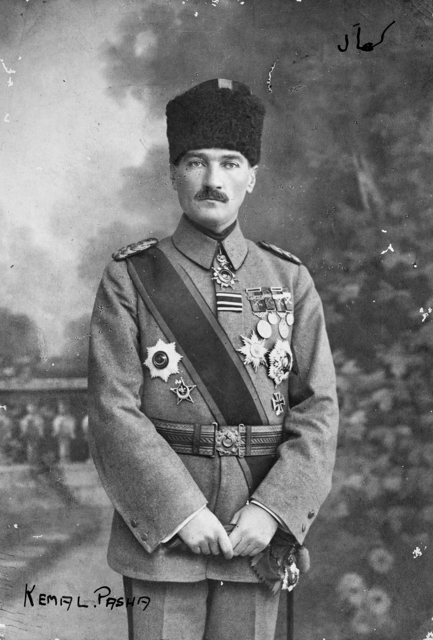
Mustafa Kemal Pascha, Führer der türkischen 7. Armee, die zwischen dem Hochland von Judäa und dem Jordan stand

Die Egyptian Expeditionary Force unter General Allenby, welche den Schwerpunkt am linken Flügel am Küstenabschnitt nördlich von Jaffa ansetzte, griff den Gegner in folgender Schlachtordnung an:
Linker Flügel:
XXI Corps (Generalleutnant Sir Edward Bulfin) (Küstenabschnitt nördlich Jaffa)
- 60th (2/2nd London) Division (Generalmajor Sir J. S. M. Shea)
  - 5th Light Horse Brigade (Brigadier General G. M. MacArthur Onslow)
- 7th (Meerut) Division (Generalmajor Sir V. B. Fane)
- 3rd (Lahore) Division (Generalmajor A.R. Hoskins)
- 75th Division (Generalmajor P. C. Palin)
- 54th (East Anglian) Division (Generalmajor S. W. Hare)

Desert Mounted Corps (Generalleutnant Sir Henry George Chauvel)
- 4th Cavalry Division (Generalmajor Sir G. de S. Barrow)
- 5th Cavalry Division (Generalmajor H. J. M. MacAndrew)
- Australian Mounted Division (Generalmajor H. W. Hodgson)
  - 3rd Light Horse Brigade (Brigadier General Lachlan C.Wilson)
  - 4th Light Horse Brigade (Brigadier General William Grant)[1]

Zentrum:
XX Corps (Generalleutnant Sir Philip Chetwode)
- 10th (Irish) Division (Generalmajor J. R. Longley)
- 53rd (Welsh) Division (Generalmajor S. F. Mott)
- Watson´s Force (Lieutenant colonel G. B. Watson)

Rechter Flügel:
Chaytor’s Force (Raum nördlich von Jericho)
- Anzac Mounted Division (Generalmajor Edward Chaytor)
  - 1st Light Horse Brigade (Brigadier General C. F. Cox)
  - 2nd Light Horse Brigade (Brigadier General G. de L. Ryrie)
  - New Zealand Mounted Rifles Brigade (Brigadier General W. Meldrum)
  - 20th Indian Brigade (Brigadier General E. R. B. Murray)

Im August 1918 hatte die gegenüberstehende osmanische Heeresgruppe Yildirim eine Frontstärke von 40.600 Mann, davon waren etwa 32.000 Mann mit 273 leichten und 696 schweren Maschinengewehren sowie 402 Geschützen in den vorderen Verteidigungsgräben verfügbar. 
Im Westen stand die 8. Armee unter Cevat Çobanlı von der Mittelmeerküste bis zum Hochland von Judäa mit fünf Divisionen und einer Reiterbrigade. Nach Osten schloss die türkische 7. Armee unter Mustafa Kemal, welche die Front quer durch das Hochland von Judäa bis zum Jordan verteidigte. Auf der Ostseite des Jordans hielt die 4. Armee unter Cemal Mersinli, welche in zwei Gruppen aufgeteilt war: die Westgruppe blockierte gegenüber den britischen Brückenköpfen über den Jordan mit 2 Divisionen, während die andere Gruppe bei Amman und Maʿan eingesetzt war und die Hedschas-Bahn gegen die Angriffe des arabischen Kamelkorps verteidigte.

## Die Schlacht

### 19. September
Der Infanterieangriff des britischen XXI Corps unter General Bulfin begann am 19. September um 4.30 Uhr nach zweistündigem Artilleriebeschuss. Die am linken Flügel eingesetzte britische 60. Division unter General Shea drang innerhalb zweier Stunden mehrere Meilen tief durch die Front der türkischen 7. Division über Arsuf durch die Scharonebene nach Norden durch. Die 4. und 5. Kavallerie-Division von General Chauvels Desert Mounted Corps wurden sofort zum Nachstoßen Richtung Norden an der vorderen Linie eingeführt, um die rückwärtigen Verbindungen des Gegners abzuschneiden. Die 181. Brigade der 60. Division schwenkte nach Nordosten, um Tulkarem, wo das Hauptquartier der türkischen 8. Armee lag, zu nehmen. Die 5th Light Horse Brigade deckte dabei die rechte Flanke. Auch der linke Flügel des osmanischen XXII. Korps (20. und 46. Division unter Refet Bey) wurde am ersten Tag durch den Angriff der indischen 3. (Lahore), 7. (Meerut) und der 75. Division bei Tabsor schnell gebrochen und aus der Jesreelebene hinausgedrängt. Dadurch war die Flanke der linken Gruppe der 8. Armee, welche durch das deutsche Asienkorps gebildet wurde, offen und deren südliche Front unhaltbar. Die Überlegenheit der englischen Luftgeschwader konnte die osmanischen Telefonzentralen durch Bombenwürfe zerstören und dann in mehreren Einsätzen erfolgreich gegen die zurückgehenden Kolonnen der türkischen Truppen wirken. Infolge des schnellen Vorgehens der Gruppe Chauvel am Küstenabschnitt, konnten sich die Trümmer der türkischen 8. Armee nicht wie erforderlich nach Norden absetzen, sondern mussten östlich auf Anebta zurückgehen, ein Umstand, welcher die ganze osmanische Front aufrollte.
Die indische 7. Brigade der 3. (Lahore)- Division begann um 5. 00 Uhr morgens ihren Vormarsch in Richtung Azzun, während die indische 8. Brigade entlang des Wadi Azzun vorrückte. Die indische 9. Brigade rückte währenddessen durch das felsige Wadi Sir Baqa nach Deir Sheraf vor. Der Standort des Hauptquartiers des Asienkorps befand sich in ʿAzzun und wurde im Zusammenwirken des  47. Sikh-Regiments (8. Brigade) und des leichten 91. Punjab-Regiments (7. Brigade) genommen. Ohne Unterbrechung setzte die 8. Brigade ihren Vormarsch bis zum Abend nach Jinsafut fort, während die 7. Brigade die Wegkreuzung nordöstlich von El Funduq sicherte.
Am Abend des 19. September fluteten die türkischen Truppen über Messudije  und das antike Megiddo ungeordnet nach Norden auf Djenin zurück. Für das deutsche Asienkorps, nun als rechter Flügel der osmanischen Heeresgruppe fungierend, bestand noch die schwache Hoffnung, den Gegner an den galiläischen Höhen von Nazareth aufhalten zu können. Während die 7. Armee am ersten Angriffstag ihre Stellungen im Wesentlichen halten konnte, blieb die im Ostjordanland anschließende Front des VIII. Korps (türkische 4. Armee) vorläufig unbelästigt.

### 20. September

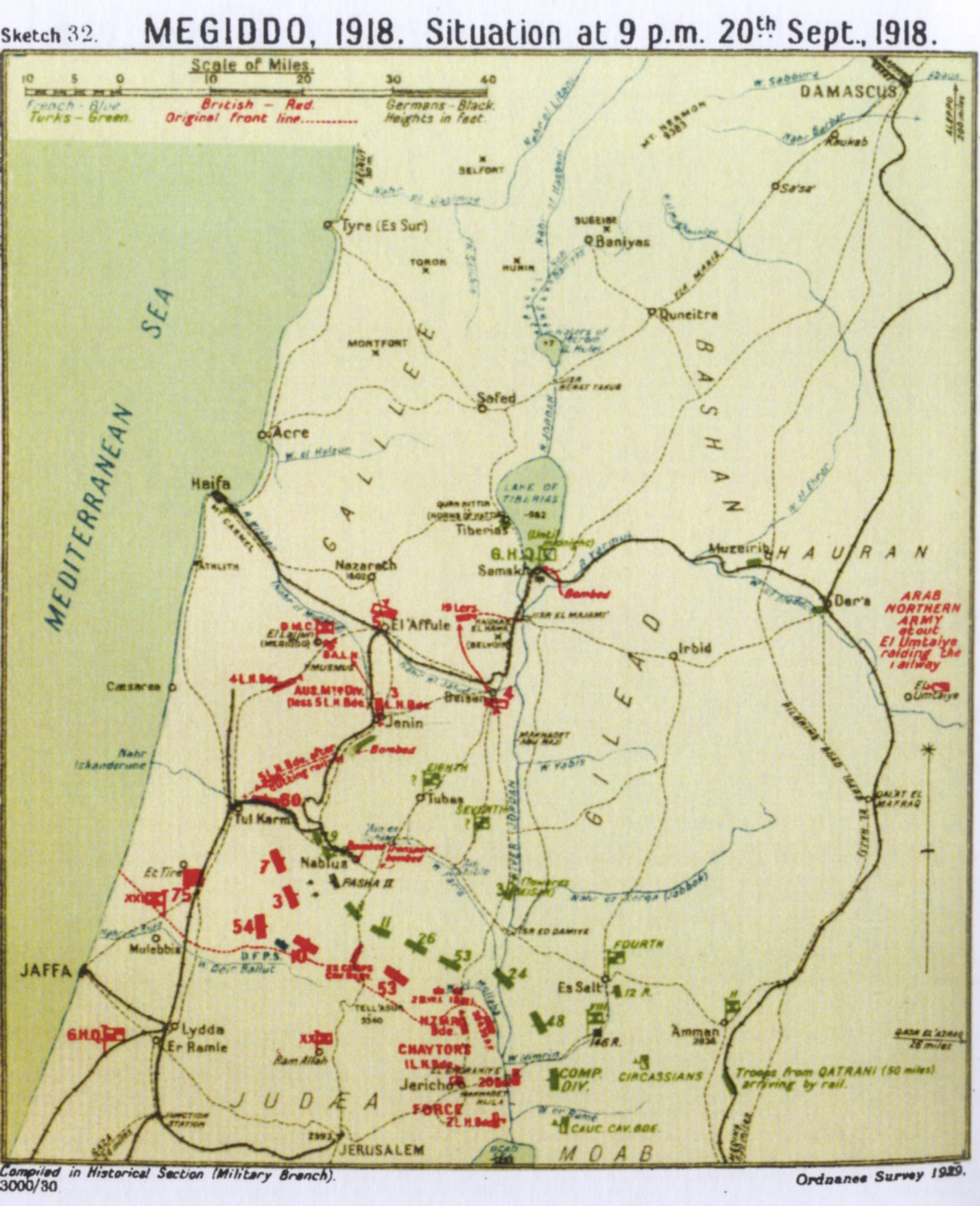
Lage am 20. September

In den frühen Morgenstunden des 20. September konnte die bereits tief im Hinterland operierende 4. Kavallerie-Division Al-Fula besetzen, sie setzte zusammen mit der 5. Kavallerie-Division ihren Vorstoß nach Osten fort und konnte bis zum Nachmittag nach einem Raid von 137 Kilometer Beisan besetzen. Chauvels Kavallerie drang bereits in Nazareth ein, der erste Überfall auf das dortige deutsche Hauptquartier und die geplante Gefangennahme Limans gelang nicht vollständig. Der Angriff auf das Hauptquartier hatte aber dennoch schwere Folgen: vom frühen Morgen bis zum späten Nachmittage des 20. September war die Verbindung nach Nablus zur türkischen 7. Armee vollständig unterbrochen. Mustafa Kemal Pascha sah sich bei der Führung seiner Armee völlig auf sich allein gestellt, zudem drohte durch den Durchbruch von Chauvels Kavallerie von Nordwesten die völlige Einkesselung seiner Truppen.
Liman Pascha verließ Nazareth am 20. September gegen 13.00 Uhr mit seinem Stabschef Kiazim Pascha, während sich das Oberkommando der Heeresgruppe bereits vorher nach Tiberias, später nach Damaskus zurückgezogen hatte. Im Zentrum erreichte an diesem Tag auch das britische XX Corps (10. und 53. Division) unter General Chetwode in der Schlacht von Nablus den Durchbruch gegenüber der osmanischen 7. Armee (III. und XX. Korps). Während des erfolgreichen Durchbruchs in der Küstenebene wurde die türkische 8. Armee zerschlagen, 12.000 Gefangene, 149 Geschütze und große Mengen an Munition und Kriegsmaterial waren eingebracht worden. Der Rückzug der wenigen Reste der 8. Armee wurde durch das Asienkorps gedeckt. Nach zweitägigem Kampf hatte das englische XXI Corps Verluste von 3378 Mann erlitten, davon waren 446 Mann gefallen.
Liman Pascha ordnete für die im Ostjordanland noch haltende türkische 4. Armee den Rückzug an, sie sollte versuchen, zwischen Samach (Zemach) und Darʿā, beide verbunden durch die Bahnstrecke Haifa–Darʿā, eine neue Front aufzubauen, während die westlich des Jordans rückflutende 7. Armee am Tiberias-Abschnitt vom Hule-See bis Samach am See Genezareth halten sollte. Am Abend des 20. September stand die englische 60. Division in Tulkarem und vor Anebta, die indische 7. (Meerut) Division hielt bei Beit Lid und brachte den Weg nach Deir Sheraf unter Kontrolle, während die 5th Light Horse Brigade die Bahnlinie bei Djenin und südlich von Arrabe abgeschnitten hatte.

### 21. September
Nablus wurde am 21. September von der irischen 10. Division und der australischen 5th Light Horse Brigade besetzt. Englische Kavallerie blockierte bereits die Rückzugswege durch das Wadi el Fara, daher entschied sich Oberst von Oppen, den Rückzug 11 Kilometer südöstlich von Nablus über Beisan und den Jordan zu führen. Am frühen Nachmittag brach der Widerstand der Heeresgruppe Yildirim in den judäischen Hügeln völlig zusammen. Während der größte Teil der türkischen 8. Armee bereits kapitulierte, versuchte sich die 7. Armee über den Wadi el Fara nach Osten abzusetzen. Die nach Norden zurückgehende türkische 16. und 19. Division versuchte im Westen von Nablus, Anschluss an das Asienkorps zu finden. Mustafa Kemal hatte die vergebliche Hoffnung, seine Truppen bei Jisr ed Damieh über den Jordan bringen zu können und dadurch den Anschluss an die 4. Armee zu erreichen. Chaytors Kavallerie drängte derweil im Osten durch das Jordantal nordwärts. Östlich des Jordans führte die 2nd Light Horse Brigade den Vorstoß auf Shunet Nimrin und Derbasi, während die 1st Light Horse Brigade auf Umm esh Shert vorging. Al-Salt, wo das Hauptquartier der türkischen 4. Armee gestanden war, wurde besetzt.

## Folgen

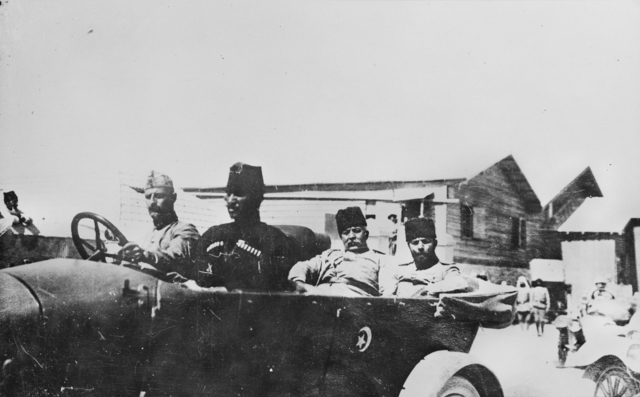
Ahmet Izzet Pascha und Cemal Pascha verlassen Damaskus, kurz vor den Einmarsch der Entente-Kräfte

Die 15th (Imperial Service) Cavalry Brigade des Desert Mounted Corps besetzte den Hafen von Haifa am 23. September. Infolge des Rückzuges der osmanischen 4. Armee konnte Chaytor’s Force fast kampflos den Jordan überqueren und bis zum 25. September Amman besetzen. Arabischen Kamel- und Reitertruppen gelang es im östlichen Abschnitt am 27. September Darʿā zu nehmen, dabei kam es bei den Verfolgungskämpfen zu schweren Massakern durch irreguläre arabische Truppen gegenüber den sich bereits auflösenden osmanischen Verbänden. Die arabischen Truppen Faisals und Chauvels Kavallerie marschierten am 1. Oktober in das nicht zu haltende Damaskus ein.
Inzwischen rückte die indische 3. (Lahore) Division entlang der Küste in Richtung Beirut vor, die 7. (Meerut) Division stieß durch das Bekaa-Tal auf Baalbek. Beirut fiel am 8. Oktober, Tripoli am 18. Oktober und vom 25. bis 31. Oktober griffen Engländer und Araber die neu organisierte Abwehrlinie der türkischen 7. Armee bei Aleppo an. Die Truppen unter Mustafa Kemal Pascha hatten wieder eine gewisse Kampfkraft erlangt und wiesen mehrere feindliche Angriffe zurück. Die osmanische 2. Armee unter Nehad Pascha organisierte im Raum Adana neuen Rückhalt. Bevor die Schlacht um Kilikien eröffnet wurde, schloss die neue osmanische Regierung unter Ahmed İzzet Pascha am 30. Oktober den Waffenstillstand von Mudros.